# Cylindrus scottjordani
Cylindrus scottjordani is een slakkensoort uit de familie van de Conidae. De wetenschappelijke naam van de soort is voor het eerst geldig gepubliceerd in 2012 door Poppe, Monnier & Tagaro.